# Sân vận động El Sadar
Sân vận động El Sadar (phát âm tiếng Tây Ban Nha: [el saˈðaɾ]; được gọi là Sân vận động Reyno de Navarra từ năm 2005 đến 2011, phát âm tiếng Tây Ban Nha: [ˈrejno ðe naˈβara]) là một sân vận động bóng đá ở Pamplona, Navarre, Tây Ban Nha. Sân có sức chứa 23.516 người. Nó được xây dựng vào năm 1967 và là sân nhà của Osasuna. Nó hiện được sử dụng chủ yếu cho các trận đấu bóng đá.